# Bert Jansch (album)
Albums de Bert Jansch
It Don't Bother Me
(1965)
Bert Jansch est le premier album de Bert Jansch, sorti en 1965.

## L'album
Il fait partie des 1001 albums qu'il faut avoir écoutés dans sa vie.

### Titres
Tous les titres sont de Bert Jansch, sauf mentions.
| No  | Titre                                          | Durée |
| --- | ---------------------------------------------- | ----- |
| 1.  | Strolling Down the Highway                     | 3:06  |
| 2.  | Smokey River                                   | 2:56  |
| 3.  | Oh How Your Love Is Strong                     | 3:40  |
| 4.  | I Have No Time                                 | 3:09  |
| 5.  | Finches                                        | 0:51  |
| 6.  | Rambling's Gonna Be the Death of Me            | 3:18  |
| 7.  | Veronica                                       | 1:32  |
| 8.  | Needle of Death                                | 3:20  |
| 9.  | Do You Hear Me Now?                            | 2:06  |
| 10. | Alice's Wonderland (inspiré de Charles Mingus) | 1:46  |
| 11. | Running from Home                              | 2:24  |
| 12. | Courting Blues                                 | 4:02  |
| 13. | Casbah                                         | 2:10  |
| 14. | Dreams of Love                                 | 1:44  |
| 15. | Angie (Davey Graham, Stefan Grossman)          | 3:15  |